# Nazionale olimpica di calcio del Senegal
La nazionale olimpica senegalese di calcio è la rappresentativa calcistica del Senegal che rappresenta l'omonimo stato ai giochi olimpici.

## Storia
La nazionale olimpica di calcio del Senegal si è qualificata una sola volta ai giochi olimpici, nel 2012. Nel torneo ha superato la fase a gruppi con un secondo posto grazie a una vittoria contro l'Uruguay per 2-0, e con due pareggi con la Gran Bretagna e gli Emirati Arabi Uniti entrambi per 1-1. Successivamente però è stata eliminata nei quarti di finale dal Messico dopo i tempi supplementari per 4-2.

## Statistiche dettagliate sui tornei internazionali

### Giochi olimpici
| Anno | Luogo             | Piazzamento      | V | N | P | Gol |
| ---- | ----------------- | ---------------- | - | - | - | --- |
| 1952 | Helsinki          | Non partecipante | - | - | - | -   |
| 1956 | Melbourne         | Non partecipante | - | - | - | -   |
| 1960 | Roma              | Non partecipante | - | - | - | -   |
| 1964 | Tokyo             | Non partecipante | - | - | - | -   |
| 1968 | Città del Messico | Non partecipante | - | - | - | -   |
| 1972 | Monaco di Baviera | Non qualificata  | - | - | - | -   |
| 1976 | Montréal          | Non qualificata  | - | - | - | -   |
| 1980 | Mosca             | Non qualificata  | - | - | - | -   |
| 1984 | Los Angeles       | Non qualificata  | - | - | - | -   |
| 1988 | Seul              | Non qualificata  | - | - | - | -   |
| 1992 | Barcellona        | Non qualificata  | - | - | - | -   |
| 1996 | Atlanta           | Non qualificata  | - | - | - | -   |
| 2000 | Sydney            | Non qualificata  | - | - | - | -   |
| 2004 | Atene             | Non qualificata  | - | - | - | -   |
| 2008 | Pechino           | Non qualificata  | - | - | - | -   |
| 2012 | Londra            | Quarti di finale | 1 | 2 | 1 | 6:6 |
| 2016 | Rio de Janeiro    | Non qualificata  | - | - | - | -   |
| 2020 | Tokyo             | Non qualificata  | - | - | - | -   |